# Jonah Hauer-King
Jonah Andre Hauer-King (Westminster, 30 de maio de 1995) é um ator inglês. Ele nasceu e foi criado em Londres e é um cidadão duplo do Reino Unido e dos Estados Unidos. Hauer-King estrelou os filmes A Pequena Sereia (2023), The Last Photograph (2017) e A Dog's Way Home (2019) e apareceu nas minisséries de televisão Howards End (2017) e Little Women (2017).

## Primeiros anos e educação
Jonah foi criado em Canonbury no Norte de Londres. É filho de Debra Hauer, uma psicoterapeuta e ex-produtora de teatro norte-americana, e de Jeremy King, um conhecido proprietário de restaurantes. Jonah foi criado com a religião judaica. Os seus avós maternos mudaram-se para o Norte da Califórnia em 1950, a sua avó materna era uma judia de Toronto e o seu avô emigrou de Pacanów para Toronto em 1928, com sete anos de idade. Jonah tem dupla nacionalidade, britânica e norte-americana.
Jonah frequentou o Eton College e, mais tarde, a St John's College da Universidade de Cambridge. Ele completou uma licenciatura em Teologia e Estudos Religiosos e conciliou os estudos com papéis no teatro e na televisão.

## Carreira
O primeiro filme de Jonah surgiu em 2017 com The Last Photograph de Danny Huston, que estreou no Festival Internacional de Cinema de Edimburgo. Ele interpretou o papel de Laurie na adaptação para a televisão de Little Women da BBC em 2017. Ainda nesse ano, participou na minissérie Howard's End no papel de Paul Wilcox. Em 2018, protagonizou o filme Ahes in the Snow no papel de Andrius Aras. Protagonizou ainda o filme A Dog's Way Home em 2019. Outros projetos incluem The Song of Names e This is the Night. Em 2019, foi um dos protagonistas da minissérie da BBC, World on Fire, que segue as vidas de cidadãos comuns pouco antes e durante a Segunda Guerra Mundial. Ainda nesse ano, participou no telefilme Agatha and the Curse of Ishtar.
Em 12 de novembro de 2019, foi anunciado que Jonah iria interpretar o papel de príncipe Eric na versão em imagem real de A Pequena Sereia. O filme foi lançado em 26 de maio de 2023 com críticas mistas. Em março de 2023, foi anunciado que Jonah seria o protagonista da série The Tatooist of Auchwitz, baseada no romance homónimo de Heather Morris.

## Filmografia

### Filmes
| Ano  | Título                     | Papel             | Notas       |
| ---- | -------------------------- | ----------------- | ----------- |
| 2014 | The Maiden                 | AC                | Filme curto |
| 2014 | Blue                       | Kool Klown        | Filme curto |
| 2015 | Holding on for a Good Time | Johnnie           | Filme curto |
| 2016 | Regardez                   | Byron             | Filme curto |
| 2017 | The Last Photograph        | Luke Hammond      |             |
| 2018 | Postcards from London      | David             |             |
| 2018 | Old Boys                   | Winchester        |             |
| 2018 | Ashes in the Snow          | Andrius Aras      |             |
| 2019 | A Dog's Way Home           | Lucas             |             |
| 2019 | The Song of Names          | Martin aged 17–23 |             |
| 2019 | This Is The Night          | Christian         |             |
| 2023 | A Pequena Sereia           | Príncipe Eric     |             |

### Televisão
| Ano       | Título                         | Papel           | Notas              |
| --------- | ------------------------------ | --------------- | ------------------ |
| 2017      | Howards End                    | Paul Wilcox     | 2 episódios        |
| 2017      | Little Women                   | Laurie Laurence | 3 episódios        |
| 2019—2023 | World on Fire                  | Harry Chase     | Principal          |
| 2019      | Agatha and the Curse of Ishtar | Max Mallowan    | Filme de televisão |